# Milič
Milič este o arie protejată (arie specială de conservare — SAC, sit de importanță comunitară — SCI) din Slovacia întinsă pe o suprafață de 5.113,02 ha, integral pe uscat.

## Localizare
Centrul sitului Milič este situat la coordonatele 48°34′37″N 21°27′39″E / 48.576944°N 21.460833°E.

## Înființare
Situl Milič a fost declarat sit de importanță comunitară în aprilie 2004 pentru a proteja 16 specii de animale. Situl a fost protejat și ca arie specială de conservare în martie 2004.

## Biodiversitate
Situată în ecoregiunile alpină și panonică, aria protejată conține 13 habitate naturale: Păduri de fag Luzulo-Fagetum, Fânețe de joasă altitudine (Alopecurus pratensis, Sanguisorba officinalis), Păduri aluvionare cu Alnus glutinosa și Fraxinus excelsior (Alno-Padion, Alnion incanae, Salicion albae), Roci stâncoase cu vegetație pionieră de Sedo-Scleranthion sau Sedo albi-Veronicion dillenii, Păduri panonice cu Quercus pubescens, Pajiști cu Molinia pe soluri calcaroase, turboase sau argilos-nămoloase (Molinion caeruleae), Păduri de fag Asperulo-Fagetum, Ape stătătoare oligotrofe până la mezotrofe, cu vegetație de Littorelletea uniflorae și/sau de Isoëto-Nanojuncetea, Grohotișuri silicioase medio-europene, la altitudine înaltă, Păduri pe pante, grohotișuri și ravene de Tilio-Acerion, Pante stâncoase silicioase cu vegetație casmofită, Lacuri eutrofice naturale cu vegetație de tip Magnopotamion sau Hydrocharition, Tufărișuri subcontinentale peripanonice.
La baza desemnării sitului se află mai multe specii protejate:
- amfibieni (1): buhai de baltă cu burta roșie (Bombina bombina)
- mamifere (8): liliac cârn (Barbastella barbastellus), lupul (Canis lupus), râs eurasiatic (Lynx lynx), liliac cu urechi mari (Myotis bechsteinii), liliac cu urechi de șoarece (Myotis blythii), liliac cărămiziu (Myotis emarginatus), liliac comun (Myotis myotis), liliacul mic cu potcoavă (Rhinolophus hipposideros)
- nevertebrate (7): Carabus variolosus, croitorul mare al stejarului (Cerambyx cerdo), Euplagia quadripunctaria, Isophya stysi, Leptidea morsei, fluturele purpuriu (Lycaena dispar), Rosalia alpina

Pe lângă speciile protejate, pe teritoriul sitului au mai fost identificate 5 specii de plante, 9 specii de mamifere.